# 劉剛 (成化舉人)
劉剛（15世紀—16世紀），字宗柔，南直隸鳳陽府潁州太和縣人，明朝政治人物。

## 生平
劉剛是成化十六年（1480年）的舉人，授壽張知縣，判決迅速。縣內有婦人改嫁後去世，兩家爭相下葬，他判決：「婦人生前已改嫁，再無戀子之心，死後歸墳難以再見前夫。」訟事解決。有貧民負官銀債而賣子，在道路草間坐下，突然發現失去金子，向公庭哀訴，劉剛命割草前來審判，羣眾都嘖嘖稱奇前往圍觀；他整理衣冠，坐在朝堂，從容問圍觀者：「你們看什麼事？」人們駭然，他笑道：「草木會知道什麼？若果人貧窮到欠官銀而要賣子還債，失去金子何以生存？拯救人於危難意義重大，你們能為她解免嗎？」人們都捐出金錢，後來失去的銀兩全數尋獲，其餘就施捨給婦人，他的判決明斷大多如此。

## 引用
1. 1 2  民國《太和縣志·卷八·人物志上》：劉剛，字宗柔，成化間舉人，官壽張知縣，剖決如流，邑有婦人改嫁而死者，兩家爭欲葬之，判云：「生前改嫁，已無戀子之心，死後歸塋難見前夫之面。」訟遂決。有貧民負官銀鬻子者，行道坐草間倏失去，哀訴於庭，剛命刈草至判，羣嘖嘖稱異往觀；剛肅衣冠坐堂上局署門，從容問曰：「爾等欲觀何事？」羣駭然，復笑曰：「草木何知？若人貧極負官銀致鬻子以償，既失將何以生全？拯人於厄難義莫大焉，爾等能代為解免否？」皆曰善，遂各輸囊中，而失去之銀數既獲，餘舍之，其聽斷明決多類此。 《江南通志》
2. ↑  民國《太和縣志·卷九·人物志下》：（成化）庚子（舉人）……劉剛 有傳